# Bogota (Schiff, 1938)
Die Bogota des Norddeutschen Lloyd war das Typschiff von zwei Motorschiffen für den Zubringer-Dienst an der Westküste Südamerikas. Die neuen Schiffe ersetzten die dort seit über zehn Jahren eingesetzten kleinen Dampfer Cali und Manizales. Die neuen Schiffe mit einem Brückenaufbau mittschiffs und Maschine und Schornstein am Heck verlegten nach Fertigstellung 1938 nach Südamerika und übernahmen den Zubringerdienst.
Bei Kriegsausbruch befand sich die Bogota in Guayaquil, Ecuador. Im Januar 1940 verlegte sie nach Coquimbo, Chile, wo auch das Schwesterschiff Quito eintraf. Im Mai 1941 verließen beide Schiffe diesen Hafen, um nach Japan zu entkommen. Obwohl in der gleichen Nacht ausgelaufen, führten sie die Reise getrennt aus. Im Juni wurde die Bogota bei den Marshallinseln von der Elsa Essberger betankt. Kurz danach erhielt sie den Notruf der mit Maschinenschaden treibenden Osorno. Die Bogota  fand das treibende Kombischiff und nahm es in Schlepp. Am 3. Juli 1941 erreichte der Schleppzug nach 1800 sm Yokohama.
1946 wurde die Bogota Maru zur Rückführung von japanischen Truppen genutzt. Im Juli 1950 wurde das Schiff an den Norddeutschen Lloyd zurückgegeben. Im Mai 1955 verkaufte der NDL eines der wenigen zurückerhaltenen Vorkriegsschiffe nach Dänemark, wo es als Astrid Sven zum Einsatz kam. Ende 1957 wurde das Schiff nach Griechenland weiterverkauft, wo es in Phrygia umbenannt wurde. Ab 1964 wurde sie als Fischereischiff Alcyone eingesetzt.

Am 9. Mai kam es 100 km nördlich von Saint-Louis im Senegal zu einer Explosion im Maschinenraum. Das Schiff brannte völlig aus und sank am 11. Mai 1964.

## Einsatzgeschichte
Seit 1926 betrieb der Norddeutsche Lloyd eine Zubringerlinie zum Deutschen Westküsten-Dienst nach Südamerika, an dem der NDL durch die Übernahme der Roland-Linie seit 1926 einen Anteil hatte. 1926 bzw. 1927 wurden die kleinen Dampfer Cali (bis August 1926: Fredenhagen, 1917, 1023 BRT) und Manizales (bis April 1927: Pleskow, 1918, 1023 BRT) der Hanseatische Dampfschiffahrts-Gesellschaft aus Lübeck umbenannt und vor der südamerikanischen Küste eingesetzt. Die bei Henry Koch in Lübeck gebauten Dampfer hatten eine Tragfähigkeit von 1300 tdw und boten Platz für 10 Fahrgäste in Kabinen und weiter Deckspassagiere. Die Lübecker Reederei war von der Roland-Linie gekauft worden, setzte aber ihre Schiffe unter eigener Flagge ein. Ab 1927 beteiligte sich auch die Hapag mit ihren kleinen, ehemaligen Levante-Frachtern Durazzo und Cerigo an diesem Dienst. Im Zuge der Entflechtung der deutschen Reedereien wurden die Cali und Manizales erst am 4. August 1934 für den NDL in Bremen registriert.
Um diese Dampfer zu ersetzen, bestellte der NDL 1937 bei der Schiffbau-Gesellschaft Unterweser zwei moderne Motorschiffe mit einer Tragfähigkeit von 1577 tdw und Platz für zwölf Fahrgäste, die 1938 in Dienst kamen und die nach Chile verkauften Vorgänger ablösten. Die am 18. Dezember 1937 vom Stapel gelaufene Bogota wurde als Typschiff am 18. März 1938 an den NDL abgeliefert. Nur vier Tage später lief sie unter Kapitän Alfred Möller mit Ladung zu ihrer Jungfernfahrt zur Westküste Mittelamerikas aus. Sie wurde in Puerto Cristobal, dem Hafen von Colón auf der Atlantikseite des Panamakanals stationiert und sammelte oder verteilte nun Ladung und Passagiere an der Nord- und Westküste Südamerikas auf Häfen, die von den Kombischiffen der Hauptlinie nicht angelaufen wurden. Ihr im Sommer eintreffendes Schwesterschiff Quito wurde in Guayaquil, Ecuador, stationiert und versah den gleichen Dienst.

### Sicherung des Schiffes
Als die Bogota am 26. August 1939 das vereinbarte Kriegswarnsignal erhielt, verließ sie Puerto Cristobal nach Guayaquil, wo sich die Quito seit dem 24. befand. Sie passierte den Panamakanal und lief auf dem Weg noch Buenaventura in Kolumbien an und traf am Tag des Kriegsausbruchs in Guayaquil ein, wo sie bis zum 3. Januar 1940 verblieb, ehe sie in das für sicherer gehaltene chilenische Coquimbo weiterlief, wo sie am 11. Januar eintraf. Das Schwesterschiff Quito führte diesen Wechsel des Schutzhafens einen Tag später durch. Die Cerigo der Hapag verblieb dort. Der NDL versuchte dann beide Schiffe in Chile zu verkaufen, was nicht gelang. Die Kapitäne der Zubringer wurden daher 1941 angewiesen, in einer dunklen Nacht den Ausbruch aus dem chilenischen Hafen zu versuchen und Japan anzulaufen.
Anfang April erhielt das britische Regionalkommando von peruanischen Behörden Hinweise auf die deutschen Absichten und entsandte den Hilfskreuzer HMCS Prince Henry, der gerade die Fluchtabsichten der Kombischiffe Hermonthis und München aus Callao verhindert hatte, nach Süden. Als Ausbruchtag war der 14. April gemeldet worden. Als die kleinen deutschen Schiffe nicht ausliefen, wurde der Hilfskreuzer am 19. nach Antofagasta beordert.
Am 18. Mai 1941 gelang den beiden kleinen Motorfrachter unbehindert, den Hafen von Coquimbo zu verlassen. Die Schiffe trennten sich, um einzeln Yokohama zu erreichen. Am 15. Juni erreichte die Bogata Ailinglapalap in den Marshallinseln, wo sie aus  der Elsa Essberger (6103 BRT) aufgetankt wurde. Der Versorger half der Besatzung der Bogata, sich als japanische Heizan Maru zu tarnen und am 16. Juni setzte die Bogata ihre Fahrt fort. Zwei Tage später hörte sie den Notruf der mit Maschinenschaden im Pazifik treibenden Osorno (Hapag, 6951 BRT), die aus Talcahuano, Chile, auch auf dem Weg nach Japan war. Die Bogota  fand das treibende Kombischiff und nahm es in Schlepp. Am 3. Juli 1941 erreichte der Schleppzug nach 1800 sm Yokohama, wobei das kleine Schiff zweimal aus der Osorno betankt werden musste.

Das Schwesterschiff Quito war schon am 27. Juni in Yokohama eingetroffen. Am 28. Juli 1941 wurden die beiden Zubringerschiffe des NDL von der Deutschen Kriegsmarine als Versorgungsschiffe für den Marinesonderdienst übernommen.

### Kriegseinsatz
Erst im Herbst 1943 wurde die Bogota zu Dienst herangezogen als sie nach Malaya geschickt wurde, um den deutschen und italienischen Transport-U-Booten als Versorger zu dienen. Als erste Aufgabe sollte sie jedoch das japanische U-Boot I-34 Ende November im Indischen Ozean versorgen, bevor es in den Südatlantik lief.  Dieses Boot, das Singapur am 11. November 1943 verlassen hatte, wurde allerdings schon am 13. durch das britische U-Boot HMS Taurus versenkt. Am 23. Dezember versorgte sie dann aber das folgende Transport-U-Boot I-29 unter Kinashi Takakazu mit 120 Tonnen Diesel und Lebensmitteln, das auch erfolgreich Lorient im besetzten Frankreich erreichte.
Anschließend wurde das Schiff zu verschiedenen Transportaufgaben für die U-Boote der Kriegsmarine herangezogen. Seit der Ankunft von U 511 unter Kapitänleutnant Fritz Schneewind am 16. Juli 1943 in Penang, entwickelte sich dort ein Stützpunkt für die sogenannten Monsun-Boote, dem das Schwesterschiff Quito als Hilfsschiff diente. Im November 1944 wurde der deutsche Stützpunkt wegen andauernder U-Boot- und Luftangriffe nach Jakarta verlegt. Notwendige Reparaturen erfolgten in Singapur oder Surabaya. Die beiden Hilfsschiffe beschafften regelmäßig Treibstoff aus Balikpapan und transportierten Versorgungsgüter, Ersatzteile und Personal zwischen den genutzten Basen. Unmittelbar vor der deutschen Kapitulation ging die Quito mit einer Ladung Treiböl nach dem 28. April auf dem Weg von Balikpapan nach Jakarta verloren. Die Bogota und die vorhandenen U-Boote wurden von den Japanern am 5. Mai 1945 besetzt und die Besatzungen interniert.
Am 6. Mai 1945 wurde die Bogota in Bogota Maru umbenannt und der 10. japanischen Flotte als Tender für Hilfsminensucher zugewiesen. Tatsächlich wurde sie als Transporter im südasiatischen Raum eingesetzt. Das Schiff war mit drei 20 mm Flugabwehr-Maschinenwaffen bewaffnet und einige Mitglieder der deutschen Besatzung sollen auf ihm kurzfristig weiter eingesetzt gewesen sein. Ende Mai war das Schiff als japanisches Schiff einsatzfähig und lief im Juni mit einer gemischten Ladung (336 ts – Fahrzeuge, 165 ts Sprengstoff, 41 ts Motoren- und Flugzeug-Ersatzteile, 100 ts Flugbenzin, 130 ts Reis und Lebensmittel, 120 ts Salz, 71 ts Tabak, 2 ts Gemüse) von Jakarta nach Singapur.

### Nachkriegseinsatz
Am 1. Dezember 1945 übernahm der Allied Repatriation Service die Bogota Maru mit der Einsatznummer BB022, die sich in Singapur in nicht seefähigem Zustand befand. Am 25. März 1946 traf sie Tamano, wo sie repariert wurde. Ende April erreichte sie Saigon, um erstmals Truppen für die Rückführung in die Heimat zu übernehmen. Ende Mai erfolgte ein weiterer Einsatz zwischen Bangkok und Japan. Nach den beiden Reisen musste das Schiff bei Uraga in Yokosuka repariert werden. Anschließend folgen weitere Reisen nach Hongkong, Singapur, Okinawa, Palembang bis zum Ende 1946. Die Aufenthalte in Japan wurden für eine fortlaufende Instandhaltung des Schiffes genutzt.
Im Juli 1950 wurde das Schiff als einziges Seeschiff an den Norddeutschen Lloyd zurückgegeben. Allerdings wurde die Bogota wie viele Schiffe in der Aufbauphase des NDL für die Roland-Linie Schiffahrts-Gesellschaft mbH registriert.
Im Mai 1955 verkaufte der NDL eines der wenigen zurückerhaltenen Vorkriegsschiffe an Oluf Svendsen in Kopenhagen, wo es als Astrid Sven zum Einsatz kam. Im Dezember 1957 wurde das Schiff nach Griechenland an die Hellenic Mediterranean Lines in Piräus, die es als Phrygia einsetzte. 1964 erfolgte ein erneuter Verkauf an die Alcyone S.A., ebenfalls in Piräus, die das Schiff in Alcyone umbenannte und als Fischereischiff einsetzte.

Die Einsatzzeit der Alcyone war allerdings kurz. Am 9. Mai 1964 kam es 100 km nördlich von  Saint-Louis im Senegal auf 16-49N, 16-29W zu einer Explosion im Maschinenraum. Der Brand ließ sich nicht löschen und das Schiff brannte völlig aus.

Das treibende Schiff sank schließlich am 11. Mai 1964 auf 16° 47′ 30″ N, 16° 32′ 0″ W.